# Az oroszlán télen (film, 1968)
Az oroszlán télen (eredeti címén: The Lion in Winter) 1968-ban bemutatott brit történelmi filmdráma, amelyet Anthony Harvey rendezett. A forgatókönyvet az azonos című színdarab alapján készítették James Goldman tollából. A produkció főszerepeit Peter O’Toole, Katharine Hepburn, Anthony Hopkins, John Castle, Timothy Dalton és Nigel Terry alakítják.
A filmet az Egyesült Államokban 1968. október 30-án mutatták be először, Magyarországon 1972. augusztus 24-től vetítették a mozikban. Az oroszlán télen három Oscar-díjat, két BAFTA-díjat és két Golden Globe-díjat nyert.
A műből készült a későbbiekben egy 2003-as tévéfilm is Glenn Close-zal és Patrick Stewarttal a főszerepben.

## Cselekmény
1183 karácsonya a franciaországi Chinon várában: az öregedő angol király, II. Henrik aggódik királyságáért, és úgy dönt, hogy három fia, Richárd, Gottfried és János közül választ utódot, mivel a trónörökösnek szánt ifjabb Henrik nemrég meghalt. Henrik a fiatal francia hercegnőt, Alaist a szeretőjévé tette, de a lányt fiának, Richárdnak szánja feleségül. A lány bátyja, a fiatal francia király, II. Fülöp francia király is meglátogatja Henriket, és követeli, hogy a hercegnő hamarosan házasodjon meg, különben visszakéri a lány hozományát képező földeket.
Henrik gyűlölet-szerelem viszonyban van feleségével, Eleonórával. Mivel Eleonóra többször is összeesküdött ellene, tíz éve száműzetésben él az angol Old Sarum várában. Elkeseredett, hogy férje elhagyta őt fiatalabb szeretőkért, mint a már halott Rosamund vagy most Alais. A karácsonyi udvartartásra Henrik Chinonba hívja. Karácsony napján Eleonóra meglátja az esélyt, hogy fia, Richárd révén visszanyerje befolyását és hatalmát.
Henrik és Eleonóra között érdekes intrika bontakozik ki az utódlásról, mert míg a király a még mindig fiatal Jánost részesíti előnyben, Eleonóra Richárdot akarja a trónra juttatni. Richárdot az apja alkalmasnak tartja, de a múltban szembeszállt vele, ezért elvesztette apja rokonszenvét. Henrik beleegyezik, hogy Alaist feleségül adja Richárdhoz, és őt teszi meg trónörökösnek. Richárd azonban az esküvőn megtudja, hogy nemcsak Eleonóra kapja meg a szabadságát, hanem János is megkapja a fontos Aquitánia tartományt. Ennek következtében Richárd visszautasítja a házasságot. János eközben úgy véli, hogy már nem ő az apja kegyeltje, és középső testvérével, Gottfrieddel és Fülöp királlyal összeesküvést sző, hogy háborút indítsanak Anglia ellen. Henrik a Fülöppel folytatott beszélgetésből megtudja, hogy János és Gottfried ellene fordult, és hogy Richárdnak néhány évvel ezelőtt homoszexuális viszonya volt a fiatalabb Fülöppel.
Henrik mindhárom fiút méltatlannak tartja a trónra, és őrségével egy borospincébe záratja őket. Utasítást ad az udvarnak, hogy neki és Alaisnak Rómába kell utaznia a pápához, ahol a pápa érvényteleníti Eleonórával kötött házasságát, hogy feleségül vehesse Alaist, és új gyermekei születhessenek tőle. Alais azonban figyelmeztet, hogy a férfinak nincs nincs sok hátra az életből, és a három fiú veszélyt jelentene rá és a potenciális trónörökösre a halála után. Henrik ekkor halálra ítéli három fiát, de nem hajtja végre az ítéletüket, hanem hagyja őket megszökni. Henrik egyedül marad komor gondolataival, a börtönébe visszatért Eleonóra pedig azt tanácsolja neki, hogy a fájdalmat nevetéssel leplezze.

## Szereposztás
| Szerep                             | Színész           | Magyar hangja                            | Magyar hangja                       |
| Szerep                             | Színész           | 1. magyar változat (Pannónia Filmstúdió) | 2. magyar változat (Masterfilm Kft) |
| ---------------------------------- | ----------------- | ---------------------------------------- | ----------------------------------- |
| II. Henrik angol király            | Peter O’Toole     | Bessenyei Ferenc                         | Vass Gábor                          |
| Aquitániai Eleonóra angol királyné | Katharine Hepburn | Tolnay Klári                             | Tordai Teri                         |
| Oroszlánszívű Richárd              | Anthony Hopkins   | Tordy Géza                               | Kőszegi Ákos                        |
| Gottfried                          | John Castle       | N/A                                      | Viczián Ottó                        |
| János                              | Nigel Terry       | N/A                                      | Széles Tamás                        |
| II. Fülöp francia király           | Timothy Dalton    | N/A                                      | Laklóth Aladár                      |
| Alais                              | Jane Merrow       | Pap Éva                                  | Rudolf Teréz                        |
| Vilmos                             | Nigel Stock       | N/A                                      | Uri István                          |
| Eleonóra királyné testőre          | Kenneth Ives      | N/A                                      | N/A                                 |
| Durham püspöke                     | O. Z. Whitehead   | N/A                                      | N/A                                 |

- További magyar hangok: Avar István, Ernyey Béla, Fodor Tamás, Tahi Tóth László

## Fogadtatás
A filmet jól fogadta a filmkritika. A Rotten Tomatoeson 91%-os minősítést kapott 43 vélemény alapján, az összefoglaló szerint: „Az átlagos korabeli daraboknál élesebb és szellemesebb Az oroszlán télen, egy palotai intrika története, amelyet Peter O'Toole, Katharine Hepburn fantasztikus alakításai erősítenek meg Anthony Hopkinsszal, aki most debütál a nagyvásznon.”
Renata Adler a New York Timestól azt írta: „[A film] szabadtéri és szórakoztató, tele olyan cselszövésekkel és akciókkal, amelyekért az emberek régebben csak a sima moziba jártak.” Kim Newman az Empire Magazine-tól azt írta: „Kevésbé történelmi látványosság, mint inkább ördögi bohózat, de nagyszerű szereposztással, mérges párbeszédekkel, valamint a fiatal Anthony Hopkins és Timothy Dalton mint Anglia és Franciaország uralmára hivatott meleg szerelmespárokkal büszkélkedhet.”
Roger Ebert a Chicago Sun Timestól azt írta: „Az egyik öröm, amit a filmek túl ritkán nyújtanak, az a lehetőség, hogy egy olvasmányos forgatókönyvet intelligensen kezelnek. Az oroszlán télen győzedelmeskedik ebben a nehéz feladatban.”
A film pénzügyi teljesítményéről nincs adat a Box Office Mojóban.

## Fontosabb díjak és jelölések
| Esemény                         | Díj                    | Kategória                                                                            | Eredmény |
| ------------------------------- | ---------------------- | ------------------------------------------------------------------------------------ | -------- |
| 22. BAFTA-gála                  | BAFTA-díj              | Legjobb női főszereplő: Katharine Hepburn                                            | Elnyerte |
| 22. BAFTA-gála                  | BAFTA-díj              | Legjobb férfi mellékszereplő: Anthony Hopkins                                        | Jelölve  |
| 22. BAFTA-gála                  | BAFTA-díj              | Legjobb forgatókönyv                                                                 | Jelölve  |
| 22. BAFTA-gála                  | BAFTA-díj              | Legjobb operatőr                                                                     | Jelölve  |
| 22. BAFTA-gála                  | BAFTA-díj              | Legjobb hang                                                                         | Jelölve  |
| 22. BAFTA-gála                  | BAFTA-díj              | Legjobb filmzene                                                                     | Elnyerte |
| 22. BAFTA-gála                  | BAFTA-díj              | Legjobb jelmeztervezés                                                               | Jelölve  |
| 22. BAFTA-gála                  | Egyesült Nemzetek-díj  | Egyesült Nemzetek-díj                                                                | Jelölve  |
| 1970-es David di Donatello-gála | David di Donatello-díj | Legjobb külföldi film                                                                | Elnyerte |
| 26. Golden Globe-gála           | Golden Globe-díj       | Legjobb filmdráma                                                                    | Elnyerte |
| 26. Golden Globe-gála           | Golden Globe-díj       | Legjobb rendező                                                                      | Jelölve  |
| 26. Golden Globe-gála           | Golden Globe-díj       | Legjobb férfi főszereplő (filmdráma): Peter O’Toole                                  | Elnyerte |
| 26. Golden Globe-gála           | Golden Globe-díj       | Legjobb női főszereplő (filmdráma): Katharine Hepburn                                | Jelölve  |
| 26. Golden Globe-gála           | Golden Globe-díj       | Legjobb női mellékszereplő: Jane Merrow                                              | Jelölve  |
| 26. Golden Globe-gála           | Golden Globe-díj       | Legjobb forgatókönyv                                                                 | Jelölve  |
| 26. Golden Globe-gála           | Golden Globe-díj       | Legjobb eredeti filmzene                                                             | Jelölve  |
| 41. Oscar-gála                  | Oscar-díj              | Legjobb film                                                                         | Jelölve  |
| 41. Oscar-gála                  | Oscar-díj              | Legjobb férfi főszereplő: Peter O’Toole                                              | Jelölve  |
| 41. Oscar-gála                  | Oscar-díj              | Legjobb női főszereplő: Katharine Hepburn (megosztva: Barbra Streisand – Funny Girl) | Elnyerte |
| 41. Oscar-gála                  | Oscar-díj              | Legjobb rendező                                                                      | Jelölve  |
| 41. Oscar-gála                  | Oscar-díj              | Legjobb adaptált forgatókönyv                                                        | Elnyerte |
| 41. Oscar-gála                  | Oscar-díj              | Legjobb jelmeztervezés                                                               | Jelölve  |
| 41. Oscar-gála                  | Oscar-díj              | Legjobb eredeti filmzene                                                             | Elnyerte |